# Detritus (Medizin)

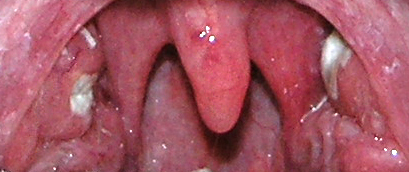
Weißlicher Detritus bei einer Mandelentzündung

Als Detritus (lateinisch detritus ‚Geröll‘) bezeichnet man in der Medizin die Abbauprodukte von Zellen und Geweben, die entweder breiige, oder krümelige, zumeist fetthaltige und faulig riechende Massen bilden.

## Entstehung
Detritus entsteht, durch den Abbau von Zellen oder Gewebe, beispielsweise im Rahmen von Nekrosen, Abszessen, Pseudozysten oder in Folge von Entzündungen, und wird vom Organismus nicht durch Autolyse abgebaut. Derartige Ablagerungen können dabei sowohl im Zuge einer Erkrankung, als auch bei der Wundheilung auftreten und sind Bestandteil von Eiter. Der physiologische Detritus der Tonsillen besteht aus abgestoßenem Zellmaterial und Speiseresten.

## Einige Beispiele
- Mandelsteine bestehen i. d. R. aus Speiseresten, Epithelzellen und Leukozyten und werden aus gesunden Mandelkrypten einfach dann abgegeben, wenn diese voll sind. Bei chronischen Mandelentzündungen (Tonsillitis), lagert dieser Detritus sich ab und kann zusätzlich Eiter enthalten (aus Abszessen oder einer Nekrose).

- Der Wochenfluss bei der Rückbildung der Gebärmutter nach einer Geburt kann ebenfalls eitrig oder gesund sein.

- Auch bei den unterschiedlichen Varianten von Darmentzündungen kann eitriger Detritus entstehen.